# Macqueville
Macqueville település Franciaországban, Charente-Maritime megyében. Lakosainak száma 296 fő (2022. január 1.). Macqueville Courbillac, Houlette, Sainte-Sévère, Ballans, Neuvicq-le-Château és Siecq községekkel határos.

## Népesség
A település népességének változása:
| Lakosok száma | 421  | 305  | 276  | 297  | 298  | 290  | 290  | 291  | 291  | 296  |
|               | 1968 | 1982 | 1990 | 2006 | 2013 | 2015 | 2017 | 2019 | 2020 | 2022 |